# Dockkragar
Dockkragar (Brachyscome) är ett släkte av korgblommiga växter. Dockkragar ingår i familjen korgblommiga växter.

## Dottertaxa till Dockkragar, i alfabetisk ordning[1]
- Brachyscome aculeata
- Brachyscome angustifolia
- Brachyscome ascendens
- Brachyscome assamica
- Brachyscome basaltica
- Brachyscome bellidioides
- Brachyscome billardieri
- Brachyscome blackii
- Brachyscome breviscapis
- Brachyscome campylocarpa
- Brachyscome cardiocarpa
- Brachyscome cheilocarpa
- Brachyscome chrysoglossa
- Brachyscome ciliaris
- Brachyscome ciliocarpa
- Brachyscome clementii
- Brachyscome cuneifolia
- Brachyscome curvicarpa
- Brachyscome decipiens
- Brachyscome dentata
- Brachyscome dichromosomatica
- Brachyscome dissectifolia
- Brachyscome diversifolia
- Brachyscome elegans
- Brachyscome eriogona
- Brachyscome exilis
- Brachyscome eyrensis
- Brachyscome formosa
- Brachyscome glandulosa
- Brachyscome goniocarpa
- Brachyscome graminea
- Brachyscome halophila
- Brachyscome humilis
- Brachyscome iberidifolia
- Brachyscome lineariloba
- Brachyscome linearis
- Brachyscome longiscapa
- Brachyscome melanocarpa
- Brachyscome microcarpa
- Brachyscome montana
- Brachyscome muelleri
- Brachyscome multifida
- Brachyscome neocaledonica
- Brachyscome nodosa
- Brachyscome nova-anglica
- Brachyscome obovata
- Brachyscome oncocarpa
- Brachyscome papillosa
- Brachyscome papuana
- Brachyscome parvula
- Brachyscome perpusilla
- Brachyscome procumbens
- Brachyscome pusilla
- Brachyscome radicata
- Brachyscome rara
- Brachyscome rigidula
- Brachyscome scapiformis
- Brachyscome scapigera
- Brachyscome segmentosa
- Brachyscome sieberi
- Brachyscome sinclairii
- Brachyscome smithwhitei
- Brachyscome spathulata
- Brachyscome stolonifera
- Brachyscome stuartii
- Brachyscome tadgellii
- Brachyscome tatei
- Brachyscome tenuiscapa
- Brachyscome tesquorum
- Brachyscome tetrapterocarpa
- Brachyscome trachycarpa
- Brachyscome whitei
- Brachyscome xanthocarpa